# Vasile Gafencu
Vasile Gafencu (n. 1 februarie 1886, Sîngerei, Imperiul Rus – d. 16 martie 1942, Arhanghelsk, RSFS Rusă, URSS), tatăl lui Valeriu Gafencu, a fost un politician român, deputat în Sfatul Țării din partea Comitetului Executiv al Sfatului Ofițerilor și Ostașilor Moldoveni din Odesa. La 27 martie 1918 a votat Unirea Basarabiei cu România. Vasile Gafencu a fost agricultor, membru al partidului național din Odesa. A fost deportat în Siberia de forțele de ocupație sovietice în toamna lui 1940.

## Galerie

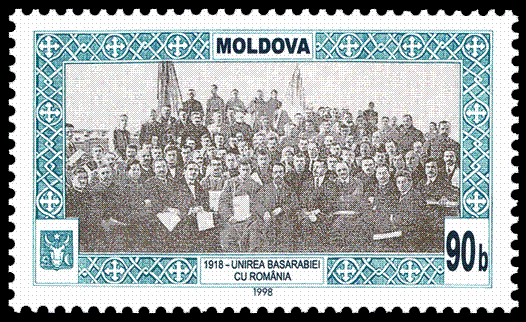
Marcă poștală emisă în anul 1998 în Republica Moldova cu ocazia aniversării a 80 de ani de la unirea Basarabiei cu Regatul României.
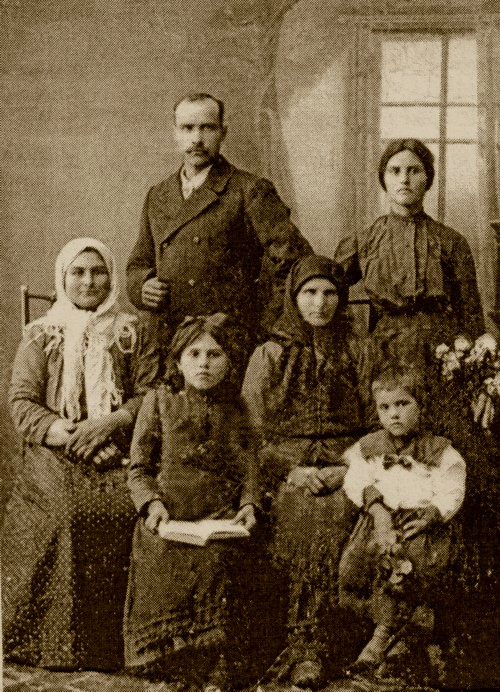
În partea de sus: Vasile Gafencu, împreună cu sora sa Vera. În partea de jos de la stânga la dreapta: cumnata lui Vasile și fiica acesteia, mama lui Vasile și a Verei, fetița Verei, circa 1930.